# Кічик Анастас Георгійович
Анастас Георгійович Кічик (14 серпня 1926, село Стара Карань (нині Гранітне), Волноваський район, Донецька область) — український педагог, учасник Другої світової війни, орденоносець, автор збірок поезії та прози, дослідник Голодомору 1932—1933 років.

## Життєпис
Народився в родині греків Приазов'я. Батько був хліборобом. В родині було семеро дітей, двоє з яких померли під час Голодомору 1930-х років. Згодом родина переїхала до міста Сталіно (нині Донецьк), де батько влаштувався працювати на шахті. Під час Грецької операції НКВС 1937—1938 років п'ятеро дядьків Анастаса були репресовані, всіх їх було розстріляно. Одного дня забрали й батька, але наступного дня відпустили. Його врятував документ, підписаний Бела Куном, який він встиг захопити із собою до НКВС, де йшлося про те, що батько брав участь у встановленні радянської влади в Угорщині у 1919 році.
Після початку німецької окупації міста родина знову повернулася до Старої Карані. 8 вересня 1943 року радянські війська повернулися до села. Наступного дгя батько, брат Георгій і сам 17-річний Анастас були мобілізовані до Червоної армії. Через два тижні необучених новобранців у домашньому одязі і взутті кинули на прорив німецької оборони на річці Молочна під Мелітополем. З роти, в яку потрапив Анастас, що складалася з близько 150 бійців, після бою в живих лишилися лише він та ще троє. Після цього йому довелося форсувати ще Дніпро, Південний Буг, Дністер, Віслу та Одер, звільняв Правобережну Україну, Молдову, брав участь в боях за Сандомирський плацдарм. Служив розвідником 117-го гвардійського артполку 118-ї мотострілецької дивізії. Бойовий шлях для Анастаса Кічика закінчився 23 березня 1945 року на території Німеччини, коли від вибуху міни він отримав 6 осколкових поранень, 2 осколки так і залишились у грудях.
Після одужання продовжував службу в лавах Радянській Армії до 1950 року. У 1952-му поступив до Сталінського державного педагогічного інституту, який закнчив у 1956-му, отримавши диплом вчителя історії. Працював педагогом в Донецьку, Артемівську. З 1959 року почав працювати в школі-інтернаті селища Миронівський біля Дебальцевого на посадах вихователя, вчителя історії, директора. Серед випускників першого випуску Анастаса Кічика був тренер Сергія Бубки Віталій Петров. Тут Анастас Кічик організував шкільний музей і пошукову роботу разом з вихованцями зі встановлення імен 72-х безвісти зниклих воїнів, які воювали у складі 15-ї Інзенської, Сиваської і 74-ї стрілецьких дивізій і похованих у братській могилі селища Миронівський. В результаті 30-річних досліджень вдалося встановити імена 68 бійців. У 1999-му Анастас Георгійович вийшов на пенсію.

## Літературна і громадська діяльність
У 1990 році вийшла друком невелика книжка Анастаса Кічика «Повернуті з небуття: короткий опис 30-річного пошуку безвісти зниклих воїнів 15-ї Інзенської, Сиваської і 74-ї стрілецьких дивізій» (рос. «Возвращенные из небытия: краткое описание 30-летнего поиска без вести пропавших воинов 15-й Инзенской, Сивашской и 74-й стрелковых дивизий»), написана за результатами його 30-річних досліджень зі встановлення імен бійців, похованих у братській могилі Миронівського. У 1995 році були надруковані 2 збірки поезії: «Серця вогонь» (рос. «Сердца огонь»), «Миттєвості долі» (рос. «Мгновения судьбы») і книга прози «Війна. Між життям та смертю» (рос. «Война. Между жизнью и смертью»). 2000-го була видана п'ята книга «Не відболіло» (рос. «Не отболело»). Пізніше вийшли книги «Не холоне пам'яті слід» (рос. «Не стынет памяти след») і «На перехрестях життя» (рос. «На перекрестках жизни»). У 2008 році до Дня Перемоги вийшла восьма книга Анастаса Кічика «Твої фронтовики, Донбас» (рос. «Твои фронтовики, Донбасс»). 2011-го була видана книжка «Сповідь ветерана. Сходами XX століття: записки очевидця, фронтовика, педагога, громадянина» (рос. «Исповедь ветерана. По ступеням XX века: записки очевидца, фронтовика, педагога, гражданина»). Десята книга «Нетлінні імена та подвиги» (рос. «Нетленные имена и подвиги») була надрукована у 2016-му до 90-річного ювілею письменника. Її виходу посприяла Громадська організація "Всеукраїнський громадський фонд «Завтра».
У жовтні 2006 року Анастас Георгійович був прийнятий в «Українську асоціацію письменників художньо-соціальної літератури». Ця громадська організація є складовою частиною Міжнародної асоціації письменників, в основі творів яких лежить героїко-патріотична тематика. Ще в 1988 році вона була створена з ініціативи письменників-баталістів і мариністів з СРСР, Великої Британії, Німеччини, Франції та Японії.
Анастас Кічик співпрацював з газетою Федерації грецьких товариств України «Елліни України», активно підключився до роботи Федерації з пошуку постраждалих від голодомору і репресій.
Під час Війни на сході України та боїв за Дебальцеве Анастас Георгійович залишався в Миронівському і був одним із противників ДНР.

## Нагороди
- Орден Вітчизняної війни I ступеня
- Орден Слави III ступеня
- Медаль «За відвагу»
- Медаль «За перемогу над Німеччиною»
- Орден «За заслуги» III ступеня (2008)[1]
- Відмінник освіти України
- Обласна літературна премія імені Віктора Шутова (2002)
- Літературна премія «Гілка золотого каштана» Міжнародної асоціації письменників, в основі творів яких лежить героїко-патріотична тематика
- Премія імені К. Симонова від Міжнародної асоціації письменників-баталістів і мариністів з врученням Золотої Медалі за книгу «Сповідь ветерана» та інші твори на героїко-патріотичну тему[5]